# マレーニシクイガメ
マレーニシクイガメ（馬来螺食亀、学名：Malayemys macrocephala）は、イシガメ科ニシクイガメ属に分類されるカメ。

## 分布
タイ西部、マレーシア（マレー半島）

## 形態
最大甲長20cm程。オスよりもメスの方が大型になる。背甲には3対の筋状の盛り上がり（キール）があり、特に椎甲板のキールは発達する。縁甲板の外縁には白や黄色、淡黄色の斑紋が入る。背甲の色彩には変異があり赤褐色、暗褐色、黒等がある。
頭部は大型で貝類を噛み砕くのに適している。種小名macrocephalaは「大きな頭」の意。頭部は黒く、2-3本の黄色や淡黄色の縦縞が入る。上から2本目の吻端から眼下部を通り側頭部へ伸びる縦縞が眼より前方でも太く、また上から1本目の眼上部を通る筋模様と吻端では繋がらない。鼻孔より下にある短い縦縞が2-4本。
本種はニシクイガメ（インドシナニシクイガメ）のシノニムとされていたが、2004年に再び分割された。

## 生態
底質が泥で水生植物の繁茂する流れの緩やかな河川、池沼、水田に生息する。水底を徘徊するようにして活動する。
食性は雑食で、主に巻貝（メスの大型個体は二枚貝も）を食べるが、昆虫類、甲殻類等も食べる。
繁殖形態は卵生で、タイでは12-翌3月に1回に3-6個の卵を産む。飼育下では年に2回、卵を産んだ記録がある。

## 人間との関係
生息地では食用とされることもある。開発による生息地の破壊や水質汚染、食用の乱獲等により生息数は減少している。
ペットとして飼育されることもあり、日本にも輸入されている。主にニシクイガメとして販売されていたのは本種とされる。2004年にニシクイガメとしてワシントン条約附属書IIに掲載（2008年現在はM. macrocephalaとして掲載されている。）されてから流通は激減した。以前は野生個体の成体が流通し、輸送状態の悪さや貝類しか食べなかったことから飼育は非常に難しい種とされた。近年は繁殖個体が流通し、こちらは人工飼料等にも餌付くことから飼育は以前よりは易しくなった。本種は神経質で、さらに水底を徘徊し動きの遅い貝類を噛み砕いて食べる。そのため複数飼育すると他のカメに餌を取られたり、他の個体に噛み付くことがあるので基本的には単独飼育となる。